# Кисіль Юхим Тимофійович
Юхим Тимофійович Кисіль (17 листопада 1909, село Лабушне, тепер Кодимської міської громади Подільського району Одеської області — 15 березня 1943, місто Фатеж Курської області, тепер Російська Федерація) — молдавський радянський діяч, секретар Президії Верховної Ради Молдавської РСР. Кандидат у члени ЦК КП(б) Молдавії в 1941—1943 роках. Депутат Верховної Ради Молдавської РСР 1-го скликання (в 1941—1943 роках). 

## Біографія
Народився в бідній селянській родині.
У 1930 році закінчив радпартшколу. Освіта середня.
Член ВКП(б) з 1931 року.
У 1930—1935 роках — секретар районного комітету ЛКСМУ; інструктор Слободзейського районного комітету КП(б)У Молдавської АРСР; голова заводського комітету, завідувач відділу кадрів Тираспольського консервного заводу імені 1-го Травня Молдавської АРСР.
З 1935 року — інструктор Молдавського обласного комітету КП(б)У; 1-й секретар Молдавського обласного комітету ЛКСМУ.
З червня 1939 року служив у Червоній армії.
У 1940 році — інструктор Тираспольського міського комітету КП(б) Молдавії.
З 10 лютого 1941 року — секретар Президії Верховної Ради Молдавської РСР.
З початку німецько-радянської війни перебував в евакуації в місті Коканді Узбецької РСР та в Москві. 29 травня 1942 року мобілізований Октябрським районним комісаріатом міста Москви та відправлений до 359-го запасного стрілецького полку 14-ї запасної стрілецької дивізії. Потім служив на політичній роботі в 1281-му стрілецькому полку 60-ї стрілецької дивізії. Важко поранений у боях.
15 березня 1943 року помер від ран у місті Фатеж Курської області, де й похований.

## Звання
- старший політрук
- капітан